# Liste des médaillés aux Jeux olympiques d'été de 1928
Cet article liste les athlètes ayant remporté une médaille aux Jeux olympiques d'été de 1928 à Amsterdam aux Pays-Bas du 17 mai au 12 août 1928.

## Athlétisme
| Épreuves          | Or                                                                     | Argent                                                              | Bronze                                                              |
| ----------------- | ---------------------------------------------------------------------- | ------------------------------------------------------------------- | ------------------------------------------------------------------- |
| Hommes            |                                                                        |                                                                     |                                                                     |
| 100 m             | Percy Williams (CAN)                                                   | Jack London (GBR)                                                   | Georg Lammers (GER)                                                 |
| 200 m             | Percy Williams (CAN)                                                   | Walter Rangeley (GBR)                                               | Helmut Körnig (GER)                                                 |
| 400 m             | Ray Barbuti (USA)                                                      | James Ball (CAN)                                                    | Joachim Büchner (GER)                                               |
| 800 m             | Douglas Lowe (GBR)                                                     | Erik Byléhn (SWE)                                                   | Hermann Engelhard (GER)                                             |
| 1 500 m           | Harry Larva (FIN)                                                      | Jules Ladoumègue (FRA)                                              | Eino Purje (FIN)                                                    |
| 5 000 m           | Ville Ritola (FIN)                                                     | Paavo Nurmi (FIN)                                                   | Edvin Wide (SWE)                                                    |
| 10 000 m          | Paavo Nurmi (FIN)                                                      | Ville Ritola (FIN)                                                  | Edvin Wide (SWE)                                                    |
| Marathon          | Boughéra El Ouafi (FRA)                                                | Manuel Plaza (CHI)                                                  | Martti Marttelin (FIN)                                              |
| 110 m haies       | Sid Atkinson (RSA)                                                     | Steve Anderson (USA)                                                | John Collier (USA)                                                  |
| 400 m haies       | David Burghley (GBR)                                                   | Frank Cuhel (USA)                                                   | Morgan Taylor (USA)                                                 |
| 3 000 m steeple   | Toivo Loukola (FIN)                                                    | Paavo Nurmi (FIN)                                                   | Ove Andersen (FIN)                                                  |
| Relais 4 × 100 m  | États-Unis Charley Borah James Quinn Henry Russell Frank Wykoff        | Allemagne Richard Corts Hubert Houben Helmut Körnig Georg Lammers   | Grande-Bretagne Cyril Gill Jack London Walter Rangeley Teddy Smouha |
| Relais 4 × 400 m  | États-Unis Frederick Alderman George Baird Ray Barbuti Emerson Spencer | Allemagne Hermann Engelhard Richard Krebs Otto Neumann Harry Storz  | Canada James Ball Phil Edwards Stanley Glover Alex Wilson           |
| Saut en hauteur   | Robert King (USA)                                                      | Benjamin Hedges (USA)                                               | Claude Ménard (FRA)                                                 |
| Saut à la perche  | Sabin Carr (USA)                                                       | William Droegemueller (USA)                                         | Charles McGinnis (USA)                                              |
| Saut en longueur  | Ed Hamm (USA)                                                          | Sylvio Cator (HAI)                                                  | Alfred Bates (USA)                                                  |
| Triple saut       | Mikio Oda (JPN)                                                        | Levi Casey (USA)                                                    | Vilho Tuulos (FIN)                                                  |
| Lancer du poids   | John Kuck (USA)                                                        | Bruce Bennett (USA)                                                 | Emil Hirschfeld (GER)                                               |
| Lancer du disque  | Clarence Houser (USA)                                                  | Antero Kivi (FIN)                                                   | James Corson (USA)                                                  |
| Lancer du marteau | Pat O'Callaghan (IRL)                                                  | Ossian Skiöld (SWE)                                                 | Edmund Black (USA)                                                  |
| Lancer du javelot | Erik Lundqvist (SWE)                                                   | Béla Szepes (HUN)                                                   | Olav Sunde (NOR)                                                    |
| Décathlon         | Paavo Yrjölä (FIN)                                                     | Akilles Järvinen (FIN)                                              | John Doherty (USA)                                                  |
| Femmes            |                                                                        |                                                                     |                                                                     |
| 100 m             | Betty Robinson (USA)                                                   | Fanny Rosenfeld (CAN)                                               | Ethel Smith (CAN)                                                   |
| 800 m             | Lina Radke (GER)                                                       | Kinue Hitomi (JPN)                                                  | Inga Gentzel (SWE)                                                  |
| Relais 4 × 100 m  | Canada Florence Bell Myrtle Cook Fanny Rosenfeld Ethel Smith           | États-Unis Jessie Cross Loretta McNeil Betty Robinson Mary Washburn | Allemagne Anni Holdmann Helene Junker Rosa Kellner Helene Schmidt   |
| Saut en hauteur   | Ethel Catherwood (CAN)                                                 | Lien Gisolf (NED)                                                   | Mildred Wiley (USA)                                                 |
| Lancer du disque  | Halina Konopacka (POL)                                                 | Lillian Copeland (USA)                                              | Ruth Svedberg (SWE)                                                 |

## Aviron
| Épreuves            | Or | Argent | Bronze |
| ------------------- | --- | --- | --- |
| Hommes              | | | |
| Skiff               | Bobby Pearce (AUS) | Kenneth Myers (USA) | Theodore Collet (GBR) |
| Deux de couple      | États-Unis Paul Costello Charles McIlvaine | Canada Jack Guest Joseph Wright Jr. | Autriche Viktor Flessl Leo Losert                                                                                                  |
| Deux sans barreur   | Allemagne Kurt Moeschter Bruno Muller | Grande-Bretagne Terence O'Brien Robert Nisbet | États-Unis Paul McDowell John Schmitt                                                                                              |
| Deux avec barreur   | Suisse Hans Bourquin Hans Schöchlin Karl Schöchlin                                                                                                   | France Armand Marcelle Édouard Marcelle Henri Préaux                                                                                              | Belgique Georges Anthony François de Coninck Léon Flament                                                                          |
| Quatre sans barreur | Grande-Bretagne Richard Beesly Edward Vaughan Bevan John Lander Michael Warriner                                                                     | États-Unis Ernest Bayer George Healis Charles Karle William Miller                                                                                | Italie Umberto Bonadè Pietro Freschi Paolo Gennari Cesare Rossi                                                                    |
| Quatre avec barreur | Italie Giovanni Delise Giliante D'Este Valerio Perentin Renato Petronio Nicolò Vittori                                                               | Suisse Fritz Bösch Otto Bucher Ernst Haas Joseph Meyer Karl Schwegler                                                                             | Pologne Leon Birkholc Franciszek Bronikowski Bolesław Drewek Edmund Jankowski Bernard Ormanowski                                   |
| Huit                | États-Unis Donald Blessing John Brinck Hubert A. Caldwell William Dally Peter Donlon Francis Frederick Marvin Stalder William Thompson James Workman | Grande-Bretagne John Badcock Jack Beresford Donald Gollan Jamie Hamilton Gordon Killick Harold Lane Guy Oliver Nickalls Arthur Sulley Harold West | Canada John Donnelly Frank Fiddes John Hand Frederick Hedges Athol Meech Jack Murdoch Edgar Norris Herbert Richardson William Ross |

## Boxe
| Épreuves                         | Or                       | Argent               | Bronze                   |
| -------------------------------- | ------------------------ | -------------------- | ------------------------ |
| Hommes                           |                          |                      |                          |
| Poids mouches Moins de 50,8 kg   | Antal Kocsis (HUN)       | Armand Apell (FRA)   | Carlo Cavagnoli (ITA)    |
| Poids coqs Moins de 53,5 kg      | Vittorio Tamagnini (ITA) | John Daley (USA)     | Harry Isaacs (RSA)       |
| Poids plumes Moins de 57,2 kg    | Bep van Klaveren (NED)   | Víctor Peralta (ARG) | Harold Devine (USA)      |
| Poids légers Moins de 61,2 kg    | Carlo Orlandi (ITA)      | Steve Halaiko (USA)  | Gunnar Berggren (SWE)    |
| Poids welters Moins de 66,7 kg   | Ted Morgan (AUS)         | Raúl Landini (ARG)   | Raymond Smillie (CAN)    |
| Poids moyens Moins de 72,6 kg    | Piero Toscani (ITA)      | Jan Heřmánek (TCH)   | Leonard Steyaert (BEL)   |
| Poids mi-lourds Moins de 79,4 kg | Víctor Avendaño (ARG)    | Ernst Pistulla (GER) | Karel Miljon (NED)       |
| Poids lourds Plus de 79,4 kg     | Arturo Rodríguez (ARG)   | Nils Ramm (SWE)      | Michael Michaelsen (DEN) |

## Cyclisme

### Piste
| Épreuves              | Or                                                                 | Argent                                                                      | Bronze                                                         |
| --------------------- | ------------------------------------------------------------------ | --------------------------------------------------------------------------- | -------------------------------------------------------------- |
| Hommes                |                                                                    |                                                                             |                                                                |
| Kilomètre             | Willy Falck Hansen (DEN)                                           | Gerard Bosch van Drakestein (NED)                                           | Dunc Gray (AUS)                                                |
| Vitesse individuelle  | Roger Beaufrand (FRA)                                              | Antoine Mazairac (NED)                                                      | Willy Falck Hansen (DEN)                                       |
| Poursuite par équipes | Italie Cesare Facciani Giacomo Gaioni Mario Lusiani Luigi Tasselli | Pays-Bas Janus Braspennincx Johannes Maas Jan Pijnenburg Piet van der Horst | Grande-Bretagne George Southall Harry Wyld Lew Wyld Percy Wyld |
| Tandem                | Pays-Bas Bernard Leene Daan van Dijk                               | Grande-Bretagne Ernest Chambers John Sibbit                                 | Allemagne Hans Bernhardt Karl Köther                           |

### Route
| Épreuves           | Or                                               | Argent                                                          | Bronze                                           |
| ------------------ | ------------------------------------------------ | --------------------------------------------------------------- | ------------------------------------------------ |
| Hommes             |                                                  |                                                                 |                                                  |
| Course en ligne    | Henry Hansen (DEN)                               | Frank Southall (GBR)                                            | Gösta Carlsson (SWE)                             |
| Course par équipes | Danemark Henry Hansen Orla Jørgensen Leo Nielsen | Grande-Bretagne Jack Lauterwasser John Middleton Frank Southall | Suède Gösta Carlsson Erik Jansson Georg Johnsson |

## Équitation
| Épreuves                     | Or | Argent                                                                                            | Bronze                                                                                          |
| ---------------------------- | --- | ------------------------------------------------------------------------------------------------- | ----------------------------------------------------------------------------------------------- |
| Concours complet individuel  | Charles Pahud de Mortanges (NED) sur Marcroix                                                                                | Gerard de Kruijff (NED) sur Va-T'en                                                               | Bruno Neumann (GER) sur Ilja                                                                    |
| Concours complet par équipes | Pays-Bas Gerard de Kruijff sur Va-T'en Charles Pahud de Mortanges sur Marcroix Adolf Van der Voort Van Zijp sur Silver Piece | Norvège Eugen Johansen sur Baby Bjart Ording sur And Over Arthur Qvist sur Hidalgo                | Pologne Michał Antoniewicz sur Moja Miła Karol Rómmel sur Doneuse Józef Trenkwald sur Lwi Pazur |
| Dressage individuel          | Carl-Friedrich von Langen (GER) sur Draufgänger                                                                              | Charles Marion (FRA) sur Linon                                                                    | Ragnar Olson (SWE) sur Günstling                                                                |
| Dressage par équipes         | Allemagne Hermann Linkenbach sur Gimpel Carl-Friedrich von Langen sur Draufgänger Eugen von Lotzbeck sur Caracalla           | Suède Carl Bonde sur Ingo Janne Lundblad sur Blackmar Ragnar Olson sur Günstling                  | Pays-Bas Gerard le Heux sur Valérine Jan van Reede sur Hans Pierre Versteegh sur His Excellence |
| Saut d'obstacles individuel  | František Ventura (TCH) sur Eliot                                                                                            | Pierre Bertran de Balanda (FRA) sur Papillon                                                      | Charles-Gustave Kuhn (SUI) sur Pepita                                                           |
| Saut d'obstacles par équipes | Espagne José Álvarez de Bohórquez sur Zalamero Julio García Fernández sur Revistade José Navarro Morenes sur Zapatazo        | Pologne Michal Antoniewicz sur Readgleadt Kazimierz Gzowski sur Mylord Kazimierz Szosland sur Ali | Suède Carl Björnstjerna sur Kornett Ernst Hallberg sur Loke Karl Hansén sur Gerold              |

## Escrime
| Épreuves            | Or | Argent                                                                                           | Bronze |
| ------------------- | --- | ------------------------------------------------------------------------------------------------ | --- |
| Hommes              | |                                                                                                  | |
| Épée individuelle   | Lucien Gaudin (FRA)                                                                                               | Georges Buchard (FRA)                                                                            | George Charles Calnan (USA)                                                                                    |
| Épée par équipes    | Italie Carlo Agostoni Giulio Basletta Marcello Bertinetti Giancarlo Cornaggia-Medici Renzo Minoli Franco Riccardi | France Gaston Amson René Barbier Georges Buchard Émile Cornic Armand Massard Bernard Schmetz     | Portugal Henrique da Silveira Paulo d'Eça Leal Mário de Noronha Jorge de Paiva Frederico Paredes João Sassetti |
| Fleuret individuel  | Lucien Gaudin (FRA)                                                                                               | Erwin Casmir (GER)                                                                               | Giulio Gaudini (ITA)                                                                                           |
| Fleuret par équipes | Italie Giorgio Chiavacci Giulio Gaudini Gioacchino Guaragna Giorgio Pessina Ugo Pignotti Oreste Puliti            | France Philippe Cattiau Roger Ducret Raymond Flacher André Gaboriaud Lucien Gaudin André Labatut | Argentine Raúl Anganuzzi Carmelo Camet Roberto Larraz Héctor Lucchetti Luis Lucchetti                          |
| Sabre individuel    | Ödön Tersztyánszky (HUN)                                                                                          | Attila Petschauer (HUN)                                                                          | Bino Bini (ITA)                                                                                                |
| Sabre par équipes   | Hongrie János Garay Gyula Glykais Sándor Gombos Attila Petschauer Jószef Rády Ödön Tersztyánszky                  | Italie Renato Anselmi Bino Bini Gustavo Marzi Oreste Puliti Emilio Salafia Giulio Sarrocchi      | Pologne Tadeusz Friedrich Kazimierz Laskowski Aleksander Małecki Adam Papée Władysław Segda Jerzy Zabielski    |
| Femmes              | |                                                                                                  | |
| Fleuret individuel  | Helene Mayer (GER)                                                                                                | Muriel Freeman (GBR)                                                                             | Olga Oelkers (GER)                                                                                             |

## Football
| Épreuves         | Or | Argent | Bronze |
| ---------------- | --- | --- | --- |
| Tournoi masculin | Uruguay Peregrino Anselmo Pedro Arispe Juan Arremón Venancio Bartibás Fausto Batignani René Borjas Antonio Cámpolo Adhemar Canavesi Héctor Castro Pedro Cea Lorenzo Fernández Roberto Figueroa Álvaro Gestido Andrés Mazali Ángel Melogno José Nasazzi Pedro Petrone Juan Píriz Héctor Scarone Domingo Tejera Santos Urdinarán | Argentine Ángel Bossio Saul Calandra Alfredo Carricaberry Roberto Cherro Octavio Díaz Juan Evaristo Manuel Ferreira Enrique Gainzarain Segundo Gómez Alfredo Helman Ángel Médici Luis Monti Pedro Ochoa Rodolfo Orlandini Raimundo Orsi Fernando Paternoster Feliciano Perducca Natalio Perinetti Domingo Tarasconi Luis Weihmuller Adolfo Zumelzú | Italie Adolfo Baloncieri Elvio Banchero Delfo Bellini Fulvio Bernardini Umberto Caligaris Gianpiero Combi Valentino Degani Giovanni De Prà Attilio Ferraris Felice Gasperi Pietro Genovesi Antonio Janni Virgilio Levratto Mario Magnozzi Piero Pastore Silvio Pietroboni Alfredo Pitto Enrico Rivolta Virginio Rosetta Gino Rossetti Angelo Schiavio Andrea Viviano |

## Haltérophilie
| Épreuves         | Or                                | Argent                 | Bronze                  |
| ---------------- | --------------------------------- | ---------------------- | ----------------------- |
| Hommes           |                                   |                        |                         |
| Moins de 60 kg   | Franz Andrysek (AUT)              | Pierino Gabetti (ITA)  | Hans Wölpert (GER)      |
| Moins de 67,5 kg | Hans Haas (AUT) Kurt Helbig (GER) |                        | Fernand Arnout (FRA)    |
| Moins de 75 kg   | Roger François (FRA)              | Carlo Galimberti (ITA) | August Scheffer (NED)   |
| Moins de 82,5 kg | El Sayed Nosseir (EGY)            | Louis Hostin (FRA)     | Johannes Verheyen (NED) |
| Plus de 82,5 kg  | Josef Strassberger (GER)          | Arnold Luhaäär (EST)   | Jaroslav Skobla (TCH)   |

## Hockey sur gazon
| Épreuves         | Or | Argent | Bronze |
| ---------------- | --- | --- | --- |
| Tournoi masculin | Inde Richard Allen Dhyan Chand Maurice Gateley William Goodsir-Cullen Leslie Hammond Feroze Khan George Marthins Rex Norris Broome Pinniger Michael Rocque Frederic Seaman Ali Shaukat Jaipal Singh Sayed Yusuf | Pays-Bas Jan Ankerman Jan Brand Rein de Waal Emile Duson Gerrit Jannink Adriaan Katte August Kop Ab Tresling Paul van de Rovaart Robert van der Veen Haas Visser 't Hooft | Allemagne Bruno Boche Georg Brunner Heinz Förstendorf Erwin Franzkowiak Werner Freyberg Theodor Haag Hans Haußmann Kurt Haverbeck Aribert Heymann Herbert Hobein Fritz Horn Karl-Heinz Irmer Herbert Kemmer Herbert Müller Werner Proft Gerd Strantzen Rolf Wollner Heinz Wöltje Erich Zander |

## Lutte

### Gréco-romaine
| Épreuves         | Or                     | Argent                | Bronze                  |
| ---------------- | ---------------------- | --------------------- | ----------------------- |
| Hommes           |                        |                       |                         |
| Moins de 58 kg   | Kurt Leucht (GER)      | Jindrich Maudr (TCH)  | Giovanni Gozzi (ITA)    |
| Moins de 62 kg   | Voldemar Väli (EST)    | Erik Malmberg (SWE)   | Gerolamo Quaglia (ITA)  |
| Moins de 67,5 kg | Lajos Keresztes (HUN)  | Eduard Sperling (GER) | Edvard Westerlund (FIN) |
| Moins de 75 kg   | Väinö Kokkinen (FIN)   | László Papp (HUN)     | Albert Kusnets (EST)    |
| Moins de 82,5 kg | Ibrahim Moustafa (EGY) | Adolf Rieger (GER)    | Onni Pellinen (FIN)     |
| Plus de 82,5 kg  | Rudolf Svensson (SWE)  | Hjalmar Nyström (FIN) | Georg Gehring (GER)     |

### Libre
| Épreuves       | Or                    | Argent                   | Bronze                  |
| -------------- | --------------------- | ------------------------ | ----------------------- |
| Hommes         |                       |                          |                         |
| Moins de 56 kg | Kaarlo Mäkinen (FIN)  | Edmond Spapen (BEL)      | James Trifunov (CAN)    |
| Moins de 61 kg | Allie Morrison (USA)  | Kustaa Pihlajamäki (FIN) | Hans Minder (SUI)       |
| Moins de 66 kg | Osvald Käpp (EST)     | Charles Pacôme (FRA)     | Eino Leino (FIN)        |
| Moins de 72 kg | Arvo Haavisto (FIN)   | Lloyd Appleton (USA)     | Maurice Letchford (CAN) |
| Moins de 79 kg | Ernst Kyburz (SUI)    | Donald Stockton (CAN)    | Samuel Rabin (GBR)      |
| Moins de 87 kg | Thure Sjöstedt (SWE)  | Arnold Bögli (SUI)       | Henri Lefèbvre (FRA)    |
| Plus de 87 kg  | Johan Richthoff (SWE) | Aukusti Sihvola (FIN)    | Edmond Dame (FRA)       |

## Natation
| Épreuves                    | Or                                                                           | Argent                                                            | Bronze                                                                          |
| --------------------------- | ---------------------------------------------------------------------------- | ----------------------------------------------------------------- | ------------------------------------------------------------------------------- |
| Hommes                      |                                                                              |                                                                   |                                                                                 |
| 100 m nage libre            | Johnny Weissmuller (USA)                                                     | István Bárány (HUN)                                               | Katsuo Takaishi (JPN)                                                           |
| 400 m nage libre            | Victoriano Zorrilla (ARG)                                                    | Andrew Charlton (AUS)                                             | Arne Borg (SWE)                                                                 |
| 1 500 m nage libre          | Arne Borg (SWE)                                                              | Andrew Charlton (AUS)                                             | Buster Crabbe (USA)                                                             |
| 100 m dos                   | George Kojac (USA)                                                           | Walter Laufer (USA)                                               | Paul Wyatt (USA)                                                                |
| 200 m brasse                | Yoshiyuki Tsuruta (JPN)                                                      | Erich Rademacher (GER)                                            | Teofilo Yldefonso (PHI)                                                         |
| Relais 4 × 200 m nage libre | États-Unis Austin Clapp George Kojac Walter Laufer Johnny Weissmuller        | Japon Nobuo Arai Tokuhei Sada Katsuo Takaishi Hiroshi Yoneyama    | Canada Garnet Ault Munroe Bourne Walter Spence James Thompson                   |
| Femmes                      |                                                                              |                                                                   |                                                                                 |
| 100 m nage libre            | Albina Osipowich (USA)                                                       | Eleanor Garatti (USA)                                             | Joyce Cooper (GBR)                                                              |
| 400 m nage libre            | Martha Norelius (USA)                                                        | Marie Braun (NED)                                                 | Josephine McKim (USA)                                                           |
| 100 m dos                   | Marie Braun (NED)                                                            | Ellen King (GBR)                                                  | Joyce Cooper (GBR)                                                              |
| 200 m brasse                | Hildegard Schrader (GER)                                                     | Marie Baron (NED)                                                 | Charlotte Mühe (GER)                                                            |
| Relais 4 × 200 m nage libre | États-Unis Eleanor Garatti Adelaide Lambert Martha Norelius Albina Osipowich | Grande-Bretagne Joyce Cooper Ellen King Sarah Stewart Vera Tanner | Afrique du Sud Marie Bedford Rhoda Rennie Kathleen Russell Freddie van der Goes |

## Pentathlon moderne
| Épreuves   | Or                 | Argent           | Bronze            |
| ---------- | ------------------ | ---------------- | ----------------- |
| Hommes     |                    |                  |                   |
| Individuel | Sven Thofelt (SWE) | Bo Lindman (SWE) | Helmut Kahl (GER) |

## Plongeon
| Épreuves        | Or                     | Argent                 | Bronze                 |
| --------------- | ---------------------- | ---------------------- | ---------------------- |
| Hommes          |                        |                        |                        |
| Tremplin à 3 m  | Pete Desjardins (USA)  | Michael Galitzen (USA) | Farid Simaika (EGY)    |
| Haut-vol à 10 m | Pete Desjardins (USA)  | Farid Simaika (EGY)    | Michael Galitzen (USA) |
| Femmes          |                        |                        |                        |
| Tremplin à 3 m  | Helen Meany (USA)      | Dorothy Poynton (USA)  | Georgia Coleman (USA)  |
| Haut-vol à 10 m | Elizabeth Becker (USA) | Georgia Coleman (USA)  | Lala Sjöqvist (SWE)    |

## Voile
| Épreuves                 | Or | Argent | Bronze                                                                                       |
| ------------------------ | --- | --- | -------------------------------------------------------------------------------------------- |
| Mixte                    | | |                                                                                              |
| Dériveur 12 pieds        | Sven Thorell (SWE)                                                                                    | Henrik Robert (NOR) | Bertil Broman (FIN)                                                                          |
| 6 m Jauge internationale | Norvège Johan Anker Erik Anker Håkon Bryhn Prince Olav de Norvège                                     | Danemark Aage Høy-Petersen Nils Otto Møller Peter Schlütter Vilhelm Vett                                                      | Estonie Andreas Faehlmann Georg Faehlmann Nikolai Vekšin Eberhard Vogdt William von Wirén    |
| 8 m Jauge internationale | France Donatien Bouché Carl de la Sablière André Derrien Virginie Hériot André Lesauvage Jean Lesieur | Pays-Bas Gerard de Vries Lentsch Maarten de Wit Lambertus Doedes Hendrik Kersken Johannes van Hoolwerff Cornelis van Staveren | Suède Clarence Hammar Tore Holm Carl Sandblom John Sandblom Philip Sandblom Wilhelm Törsleff |

## Water-polo
| Épreuves         | Or | Argent | Bronze |
| ---------------- | --- | --- | --- |
| Tournoi masculin | Allemagne Max Amann Karl Bähre Emil Benecke Johann Blank Otto Cordes Fritz Gunst Erich Rademacher Joachim Rademacher | Hongrie István Barta Olivér Halassy Márton Homonnai Sándor Ivády Alajos Keserű Ferenc Keserű József Vértesy | France Émile Bulteel Henri Cuvelier Paul Dujardin Jules Keignaert Henri Padou Ernest Rogez Albert Thévenon Achille Tribouillet Albert Vandeplancke |

## Athlètes les plus médaillés
| Athlète         | Pays            | Sport       | Médaille d'or, Jeux olympiques | Médaille d'argent, Jeux olympiques | Médaille de bronze, Jeux olympiques | Total |
| Georges Miez    | Suisse          | Gymnastique | 3                              | 1                                  | 0                                   | 4     |
| Hermann Hänggi  | Suisse          | Gymnastique | 2                              | 1                                  | 1                                   | 4     |
| Lucien Gaudin   | France          | Escrime     | 2                              | 1                                  | 0                                   | 3     |
| Eugen Mack      | Suisse          | Gymnastique | 2                              | 0                                  | 1                                   | 3     |
| Paavo Nurmi     | Finlande        | Athlétisme  | 1                              | 2                                  | 0                                   | 3     |
| Ladislav Vácha  | Tchécoslovaquie | Gymnastique | 1                              | 2                                  | 0                                   | 3     |
| Leon Štukelj    | Yougoslavie     | Gymnastique | 1                              | 0                                  | 2                                   | 3     |
| Emanuel Löffler | Tchécoslovaquie | Gymnastique | 0                              | 2                                  | 1                                   | 3     |
| Joyce Cooper    | Grande-Bretagne | Natation    | 0                              | 1                                  | 2                                   | 3     |